# Monts du Cantal
I Monts du Cantal sono un massiccio montuoso di origine vulcanica posto al centro del Massiccio Centrale francese. Si tratta di ciò che rimane del più grande stratovulcano visibile d'Europa, formatosi circa 13 milioni di anni fa e rimasto in attività fino a 2 milioni di anni fa.
Situato nel dipartimento del Cantal, culmina con i 1855 m del Plomb du Cantal.

Sezione dello stratovulcano

## Il camoscio
I camosci erano naturalmente scomparsi dal Massiccio Centrale, circa 10 000 anni fa, alla fine del periodo glaciale. Nel 1978, il camoscio alpino è stato reintrodotto nella regione del Cantal, quando 45 animali sono stati rilasciati sul Massif du Puy-Mary. Gli animali si sono bene adattati e nel censimento del 2005, ne sono stati contati oltre 700. Ulteriori colonie stanno occupando spontaneamente le alture circostanti.